# Bisbat de Portsmouth
El bisbat de Portsmouth (anglès: Diocese of Portsmouth; llatí: Dioecesis Portus Magni) és una seu de l'Església catòlica a Anglaterra, sufragània de l'arquebisbat de Southwark. Al 2016 tenia 248.000 batejats d'un total de 3.100.000 habitants. Actualment està regida pel bisbe Philip Anthony Egan.

## Territori
La diòcesi comprèn Hampshire, l'illa de Wight, les illes del Canal i part de Berkshire, Dorset i Oxfordshire.
La seu episcopal és la ciutat de Portsmouth, on es troba la catedral de la Sant Joan Evangelista.
El territori s'estén sobre 6.339km² i està dividit en 88 parròquies.

## Història
Durant l'edat mitjana, el territori de l'actual diòcesi coincidia amb el de l'antiga diòcesi de Winchester.
La diòcesi va ser erigida el 19 de maig de 1882, prenent el territori de la diòcesi de Northampton (avui arxidiòcesi). Originàriament era sufragània de l'arxidiòcesi de Westminster.
El 28 de maig de 1965 passà a formar part de la província eclesiàstica de l'arxidiòcesi de Southwark.

## Cronologia episcopal
- John Vertue † (3 de juny de 1882 - 23 de maig de 1900 mort)
- John Baptist Cahill † (30 d'agost de 1900 - 2 d'agost de 1910 mort)
- William Timothy Cotter † (24 de novembre de 1910 - 24 d'octubre de 1940 mort)
- John Henry King † (4 de juny de 1941 - 23 de març de 1965 mort)
- Derek John Worlock † (18 d'octubre de 1965 - 7 de febrer de 1976 nomenat arquebisbe de Liverpool)
- Anthony Joseph Emery † (13 de setembre de 1976 - 5 d'abril de 1988 mort)
- Roger Francis Crispan Hollis (6 de desembre de 1988 - 11 de juliol de 2012 jubilat)
- Philip Anthony Egan, des de l'11 de juliol de 2012

## Estadístiques
A finals del 2016, la diòcesi tenia 248.000 batejats sobre una població de 3.100.000 persones, equivalent al 8,0% del total.
| any  | població | població  | població | sacerdots | sacerdots       | sacerdots       | sacerdots             | diàques | religiosos | religiosos | parroquies |
| ---- | -------- | --------- | -------- | --------- | --------------- | --------------- | --------------------- | ------- | ---------- | ---------- | ---------- |
| any  | batejats | total     | %        | total     | clergat secular | clergat regular | batejats por sacerdot | diàques | homes      | dones      |            |
| 1950 | 55.000   | 1.509.272 | 3,6      | 323       | 132             | 191             | 170                   |         | 460        | 800        | 18         |
| 1969 | 133.545  | 2.359.243 | 5,7      | 309       | 144             | 165             | 432                   |         | 254        | 1.250      | 110        |
| 1980 | 165.989  | 2.481.000 | 6,7      | 234       | 154             | 80              | 709                   | 2       | 168        | 786        | 119        |
| 1990 | 205.500  | 2.740.600 | 7,5      | 263       | 141             | 122             | 781                   | 10      | 175        | 469        | 121        |
| 1999 | 192.200  | 2.694.518 | 7,1      | 237       | 138             | 99              | 810                   | 21      | 159        | 519        | 107        |
| 2000 | 192.000  | 2.694.518 | 7,1      | 230       | 131             | 99              | 834                   | 22      | 138        | 355        | 107        |
| 2001 | 192.500  | 2.694.518 | 7,1      | 230       | 132             | 98              | 836                   | 25      | 131        | 343        | 106        |
| 2002 | 195.480  | 2.694.518 | 7,3      | 226       | 128             | 98              | 864                   | 25      | 133        | 339        | 108        |
| 2003 | 167.632  | 2.694.518 | 6,2      | 225       | 125             | 100             | 745                   | 26      | 140        | 336        | 101        |
| 2004 | 167.632  | 2.960.077 | 5,7      | 214       | 128             | 86              | 783                   | 31      | 101        | 255        | 112        |
| 2013 | 195.000  | 2.563.000 | 7,6      | 179       | 119             | 60              | 1.089                 | 43      | 86         | 260        | 96         |
| 2016 | 248.000  | 3.100.000 | 8,0      | 205       | 125             | 80              | 1.209                 | 51      | 106        | 260        | 88         |